# Teoman Öztürk
Teoman Mehmet Öztürk (Berlino, 5 dicembre 1967) è un ex cestista tedesco con cittadinanza turca.

## Carriera
Con la Germania ha disputato due edizioni dei Campionati europei (1993, 1995).

## Palmarès
- Campionato tedesco: 4

Alba Berlino: 1996-97, 2000-01, 2001-02, 2002-03
- Coppa di Germania: 2

Alba Berlino: 1997, 2002
- Coppa Korać: 1

Alba Berlino: 1994-95